# NGC 2776
NGC 2776 is een balkspiraalstelsel in het sterrenbeeld Lynx. Het hemelobject werd op 19 maart 1828 ontdekt door de Britse astronoom John Herschel.

## Synoniemen
- UGC 4838
- IRAS09089+4509
- MCG 8-17-56
- KARA 314
- ZWG 238.20
- KUG 0908+451
- PGC 25946